# Grand Prix de Tennis de Toulouse 1987
Il Grand Prix de Tennis de Toulouse 1987  è stato un torneo di tennis giocato sul cemento indoor. È stata la 6ª edizione del Grand Prix de Tennis de Toulouse, che fa parte del Nabisco Grand Prix 1987. Il torneo si è giocato a Tolosa in Francia, dal 12 al 18 ottobre 1987.

## Campioni

### Singolare maschile
Tim Mayotte ha battuto in finale  Ricki Osterthun con il punteggio di 6–2, 5–7, 6–4

### Doppio maschile
Wojciech Fibak /  Michiel Schapers hanno battuto in finale  Kelly Jones /  Patrik Kühnen con il punteggio di 6–2, 6–4